# Austernfischerei
Die Austernfischerei wird zum Fang von Austern in Nord- und Ostsee eingesetzt.

## Geschichte

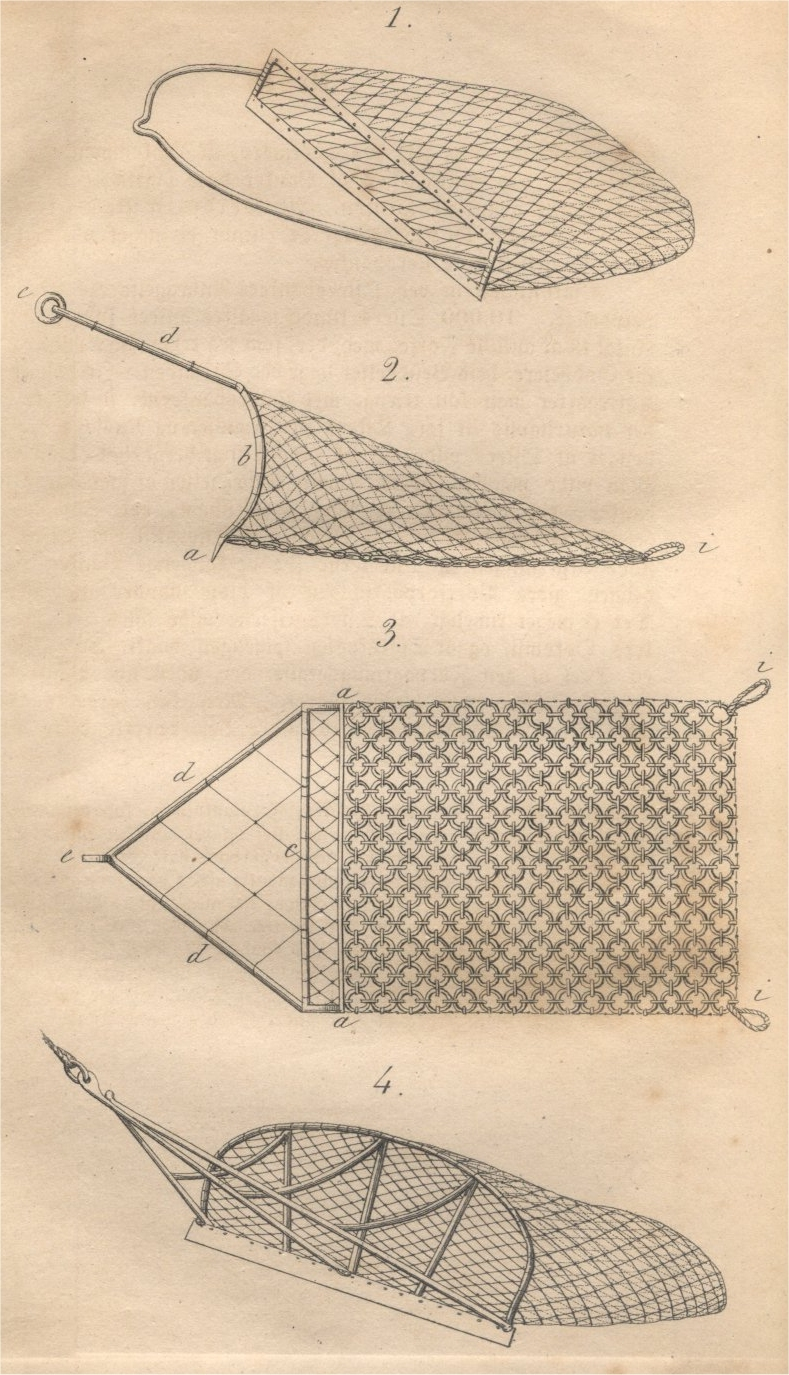
Austerngeschirr, 1837

Im Wattenmeer, im Limfjord und anderen flachen Gebieten von Nord- und Ostsee gab es natürliche Austernbänke, auf denen die Europäische Auster vorkam. Diese Austernbänke gehörten den jeweiligen Landesherren, die die Nutzung verpachteten. Die Pächter wiederum hatten Unterpächter, die die Bänke bewirtschafteten. Im nordfriesischen Wattenmeer wurde die Austernfischerei insbesondere von Schiffern aus Amrum, Sylt und Rømø betrieben. Sie hatten jeweils einen Vorfischer, der die Fischerei organisierte. Im 19. Jahrhundert gab es im nordfriesischen Wattenmeer noch etwa 50 Austernbänke, von denen die wichtigsten östlich von Sylt, bei Amrum, den Halligen und bei Föhr lagen. Die Fischerei begann normalerweise um den 1. September und dauerte bis April oder Mai. Dabei schleppten die Boote das sogenannte Austerngeschirr über die Austernbank und fingen darin die Austern. Im August wurden die Bänke untersucht.
Da die Austernbänke dem Staat gehörten, wurden sie genau kontrolliert, um eine Überfischung zu verhindern, und es gibt seit dem Anfang des 18. Jahrhunderts genaue Zahlen über die jährlichen Fangergebnisse. Dennoch gingen die Fangergebnisse um 1880 so weit zurück, dass der Fang zunächst zeitweise eingestellt werden musste. 1892 wurde er wieder aufgenommen. In den 1920er und 1930er Jahren verschwanden die Europäischen Austern endgültig aus dem Wattenmeer; der Austernfang endete, bis in den 1970er Jahren wieder Austern ausgesetzt wurden.